# Fariza (kommunhuvudort)
Fariza är en kommunhuvudort i Spanien.   Den ligger i provinsen Provincia de Zamora och regionen Kastilien och Leon, i den nordvästra delen av landet, 240 km nordväst om huvudstaden Madrid. Fariza ligger 699 meter över havet och antalet invånare är 689.
Terrängen runt Fariza är platt åt sydost, men åt nordväst är den kuperad. Runt Fariza är det glesbefolkat, med 12 invånare per kvadratkilometer. Närmaste större samhälle är Fermoselle, 15,4 km sydväst om Fariza. Omgivningarna runt Fariza är i huvudsak ett öppet busklandskap.